# Achnabreck Cup And Ring Marks

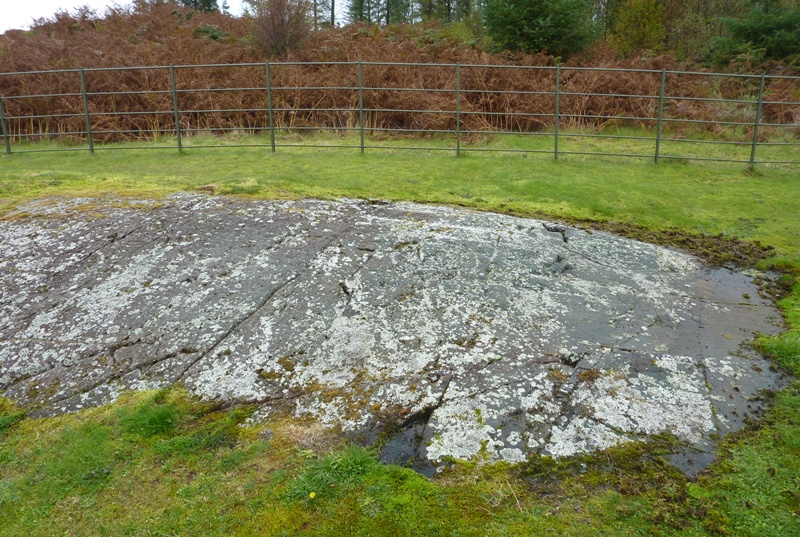
De tweede, kleinere rots met Cup and ring marks.

De Achnabreck Cup And Ring Marks zijn rotskervingen uit de bronstijd, gelegen 2,4 kilometer ten noordwesten van Lochgilphead in Kilmartin Glen in de Schotse regio Argyll and Bute. De kervingen van Achnabreck vormen de grootste groep van cup and ring marks in Schotland.

## Beschrijving
De Achnabreck Cup And Ring Marks dateren van 3000-2000 v. Chr. Een cup mark is een putje in de steen; een ring mark is een uitgehakte cirkel. Er zijn in totaal drie rotsvlakken die versierd zijn met cup and ring marks. Een aantal van deze markeringen zijn voorzien van rechte groeven die van de markering vandaan lopen. Het grootste rotsoppervlak telt zo'n vijftig cup and ring marks, waarvan eentje met negen ringen. De grootste cup and ring mark in Achnabreck heeft een diameter van 0,97 meter.
Alle kervingen zijn aangebracht met een stenen hamer. Er zijn verschillende mensen beziggeweest met het aanbrengen van de cup and ring marks.

## Beheer
De Achnabreck Cup and Ring Marks worden beheerd door Historic Environment Scotland. Andere rotskervingen in de buurt zijn onder andere de Kilmichael Glassary Cup And Ring Marks en de Baluachraig Cup and Ring Marks.